# دوري السوبر الألباني 1963–64
دوري السوبر الألباني 1963–64 (بالألبانية: Kategoria e Parë 1963-64‏) هو الموسم 26 من دوري السوبر الألباني. أشرف على تنظيمه اتحاد ألبانيا لكرة القدم، وكان عدد الأندية المشاركة فيه 12، وفاز فيه بارتيزاني تيرانا.